# Hydropsyche nuristanica
Hydropsyche nuristanica is een schietmot uit de familie Hydropsychidae. De soort komt voor in het Oriëntaals en het Palearctisch gebied.